# Birgit Koschischek
Birgit Koschischek (* 22. Mai 1987 in Wien) ist eine österreichische Schwimmerin. Sie schwamm lang für den niederösterreichischen Verein SVS Schwimmen, seit September 2014 schwimmt sie für den Grazer Verein USC Graz. Zwischen 2006 und 2016 war sie Heeressportlerin im Heeressportzentrum des Österreichischen Bundesheers.
Die Stärken der 168 cm großen Wienerin sind die 100 und 200 m Freistil, bzw. die 100 m Schmetterling.
Bei den Olympischen Sommerspielen 2016 trat Koschischek für Österreich in der Disziplin Schwimmen in der Kategorie 50 m Freistil an.

## Erfolge
- 9. Platz (50 m und 100 m Freistil): Jugend-Schwimmeuropameisterschaften 2003, Glasgow
- 14. Platz (100 m Freistil und 100 m Lagen),
- 15. Platz (100 m Schmetterling): Kurzbahneuropameisterschaften 2004, Wien
- 16. Platz (100 m Schmetterling): Kurzbahneuropameisterschaften 2005, Triest
- 10. Platz (100 m Schmetterling),
- 13. Platz (100 m Freistil),
- 16. Platz (200 m Freistil): Kurzbahnweltmeisterschaften 2006, Shanghai
- 13. Platz (100 m Schmetterling): Schwimmeuropameisterschaften 2006, Budapest
- Bronze-Medaille (100 m Freistil): Militär-Weltspiele 2007, Hyderabad
- 12. Platz, 100 m Schmetterling: Kurzbahneuropameisterschaften 2007, Debrecen
- 9. Platz (100 m Schmetterling),
- 14. Platz (100 m Freistil): Schwimmeuropameisterschaften 2008, Eindhoven
- 5. Platz (100 m Schmetterling): Kurzbahneuropameisterschaften 2012, Chartres[2]

## Rekorde
| Österreichische Rekorde (9)    | Österreichische Rekorde (9) | Österreichische Rekorde (9) | Österreichische Rekorde (9) |
| ------------------------------ | --------------------------- | --------------------------- | --------------------------- |
| 50 m Freistil                  | 00:25,17 min                | 9. Juli 2015                | Gwangju                     |
| 100 m Freistil                 | 00:55,33 min                | 12. April 2014              | Eindhoven                   |
| 100 m Schmetterling            | 00:58,80 min                | 2. März 2012                | Graz                        |
| 4 × 100 m Lagen                | 04:11,21 min                | 19. Juli 2015               | Linz                        |
| 50 m Freistil (Kurzbahn)       | 00:24,70 min                | 13. November 2015           | Graz                        |
| 100 m Freistil (Kurzbahn)      | 00:53,55 min                | 1. Dezember 2013            | Wr. Neustadt                |
| 100 m Schmetterling (Kurzbahn) | 00:57,46 min                | 14. Dezember 2008           | Rijeka                      |
| 200 m Schmetterling (Kurzbahn) | 02:07,46 min                | 8. Dezember 2011            | Szczecin                    |
| 4 × 50 m Lagen (Kurzbahn)      | 01:51,63 min                | 23. November 2014           | Wien                        |
| (Stand: 15. November 2015)     |                             |                             |                             |